# Falmouth, Kentucky
Falmouth är en ort i Pendleton County i delstaten Kentucky, USA. År 2000 hade orten 2 058 invånare. Den har enligt United States Census Bureau en area på 3,3 km², allt är land. Falmouth är administrativ huvudort (county seat) i Pendleton County.